# Nassarius limacinus
Nassarius limacinus is een slakkensoort uit de familie van de Nassariidae. De wetenschappelijke naam van de soort is voor het eerst geldig gepubliceerd in 1917 door Dall.